# Santiagueñazo

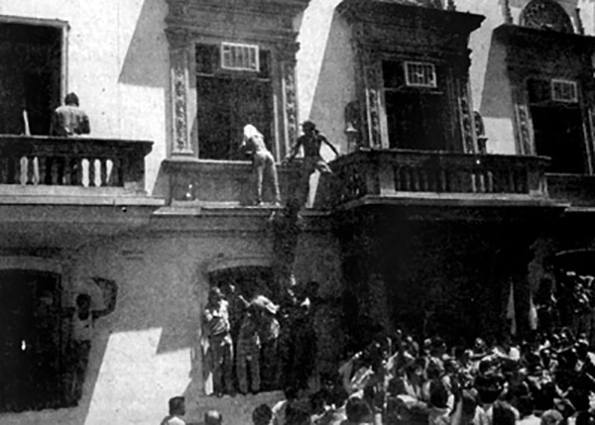
Manifestantes toman la Casa de Gobierno.

Se conoce como Santiagueñazo o Santiagazo a un importante movimiento de protesta ocurrido en Argentina entre los días 16 y 17 de diciembre de 1993, en la ciudad de Santiago del Estero. Su consecuencia más inmediata fue la caída de la gobernación de Fernando Lobo, que fue sustituido por Juan Schiaretti tras la intervención federal del ejecutivo.

## Síntesis
Insurrección popular ocurrida en Santiago del Estero, Argentina. Ocurrió entre los días 16 y 17 de diciembre de 1993. Se la considera el segundo antecedente (el primero ocurrió en Animaná, un pequeño pueblo cercano a la Cordillera de los Andes) de un método de lucha que continuó con los levantamientos de Cutral-Có, en la Patagonia Argentina.

## Sucesos
En diciembre de 1993, en Santiago del Estero un levantamiento terminó con el gobierno de Carlos Mujica, un burócrata surgido de las filas de la Corriente Renovadora peronista, cuyo líder máximo era César Iturre y había gobernado durante el período anterior.
Durante dos días, miles de ciudadanos de todos los sectores sociales tomaron las calles de la ciudad de Santiago del Estero y La Banda, en repudio a la gran [cita requerida]corrupción política imperante.
Se rebelaban asimismo contra la falta de pago de los salarios adeudados a los empleados públicos, docentes, trabajadores de la sanidad y municipales. 
Luego de haber tomado la ciudad prácticamente durante toda una mañana muy caliente -en Santiago del Estero es la temporada más calurosa del año, donde llegan a hacer 45º de temperatura en las calles-, grandes columnas marcharon hacia la Casa de Gobierno.
En tal circunstancia el pueblo tomó la Casa de Gobierno, haciendo lo mismo luego con el edificio del Poder Judicial, la Legislatura provincial y el Archivo Provincial.
Numerosas columnas partieron hacia las casas de los exgobernadores Juárez e Iturre, las que quemaron. Así como la de algunos diputados, señalados como particularmente corruptos.[cita requerida]
Durante un día entero, la provincia estuvo pues en manos de grupos ciudadanos sin color partidario. La manifestación fue particularmente violenta, con saqueos a supermercados e incendio de edificios públicos 
Se contabilizaron cuatro muertos y una centena de heridos, en los hechos más graves ocurridos en el país desde los saqueos de 1989 que pusieron fin a la gestión de Raúl Alfonsín. 
El 17 de diciembre, desde Roma, "el presidente Carlos Menem ordenaba la intervención federal a Santiago del Estero, designando a Juan Schiaretti". Finalmente la Gendarmería Nacional ocupó la provincia, disolviendo las manifestaciones.
Se lo considera al Santiagueñazo como "uno de los antecedentes del "Argentinazo" de diciembre de 2001, al igual que los piquetes, cortes de ruta y movilizaciones de Tartagal, General Mosconi, Cutral Có, Cruz del eje, Corrientes y Provincia de Buenos Aires, pero con la particularidad de haber sido el único en el que se logró la renuncia del gobernador y la huida de todos los representantes del poder".

## Repercusión artística

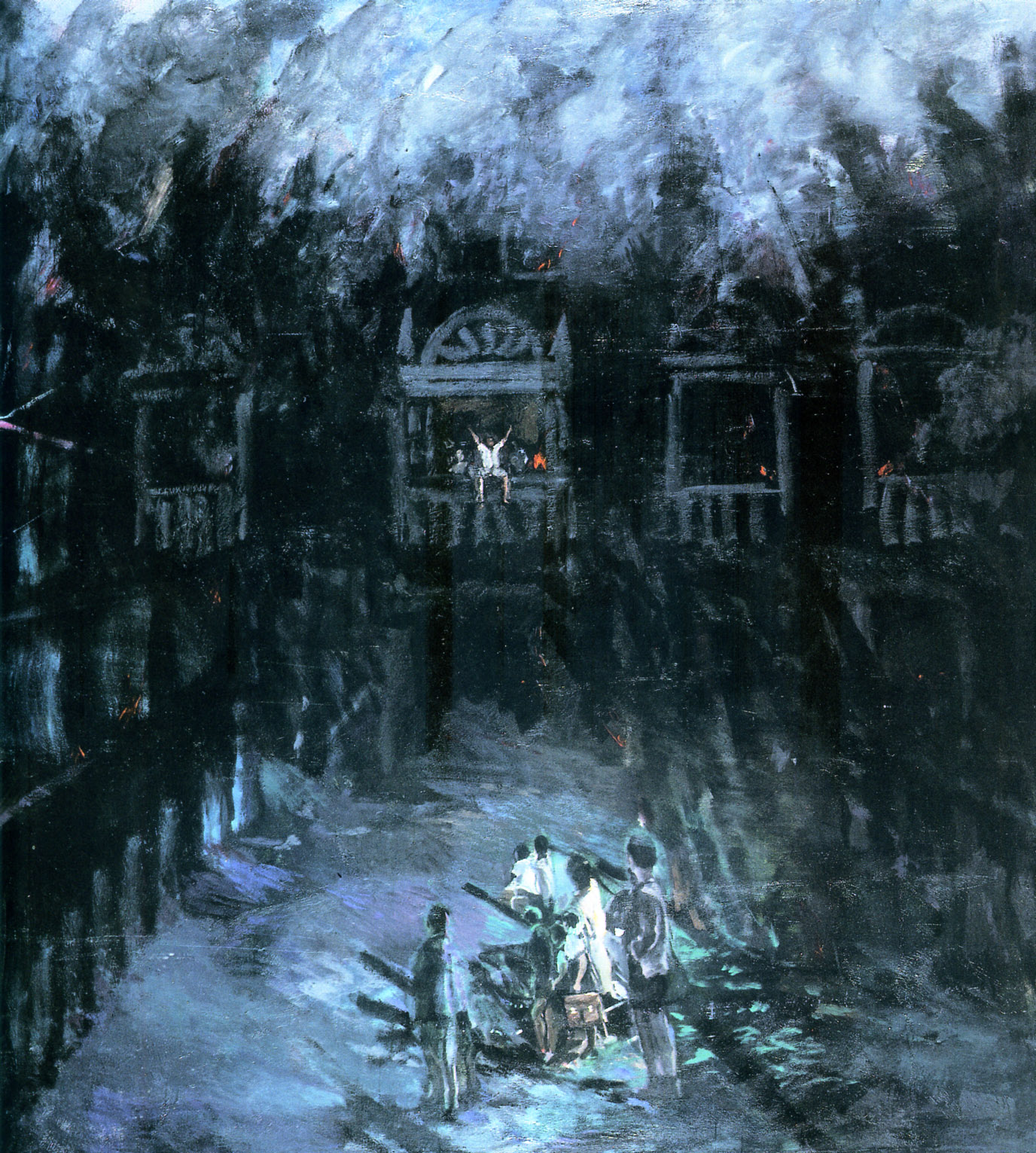
"Santiago Arde", 1993 de Daniela Jozami. Óleo sobre tela. 150x200cm.

La artista visual Daniela Jozami (La Banda, Santiago del Estero, 1949-2004) realizó una pintura de gran formato interpelada por aquellos disturbios de fines de 1993. La obra "Santiago Arde" fue producida inmediatamente, entre los meses de diciembre y enero, por lo que documenta e interpreta de forma casi sincrónica aquella inflexión social en la provincia. Su pincelada es urgente y el clima turbado de la pintura funde la arquitectura con el cielo.   
Desde el título, Jozami alude a las experiencias de vanguardia del colectivo Tucumán Arde, a la vez que la imagen cita una obra de Francisco de Goya sobre la lucha del pueblo español ante Francia. 
"Santiago Arde" es una pieza central que integra la colección del Centro Cultural Bicentenario desde 2015.